# Gamedes-Maler
Der Gamedes-Maler war ein böotisch-schwarzfiguriger Vasenmaler, tätig im 2. Viertel des 6. Jahrhunderts v. Chr.
Er ist benannt nach der vom Töpfer Gamedes signierten Oinochoe in Paris. Die Bemalung zeigt einen Hirten mit seiner weidenden Herde und ist damit eine der frühesten Genre-Darstellungen in der griechischen Kunst. Diskutiert wird, ob der Töpfer und der Maler identisch waren.
Der Maler gehört zu den originellsten in der böotischen Vasenmalerei des schwarzfigurigen Stils und ihm kann aus stilistischen Gründen noch die Bemalung eines Kantharos in Athen zugewiesen werden, der auf der einen Seite mit zwei Reitern und auf der anderen mit zwei Kühen und Kälbern dekoriert ist.